# Saint-Luc, Valais
Saint-Luc (frankoprovensalska: Sent-Luc) är en ort i kommunen Anniviers i kantonen Valais, Schweiz. Orten var före den 1 januari 2009 en egen kommun, men slogs då samman med kommunerna Ayer, Chandolin, Grimentz, Saint-Jean och Vissoie till den nya kommunen Anniviers.